# Koszewicze
Koszewicze (biał. Кашавічы; ros. Кошевичи) – wieś na Białorusi, w obwodzie brzeskim, w rejonie pińskim, w sielsowiecie Ochowo.
Siedziba parafii prawosławnej pw. św. Jana Teologa.
Znajdowała się tu kaplica katolicka parafii Pińsk, w 1883 już nieistniejąca.
W dwudziestoleciu międzywojennym leżały w Polsce, w województwie poleskim, w powiecie pińskim, do 18 kwietnia 1928 w gminie Stawek, następnie w gminie Żabczyce. Po II wojnie światowej w granicach Związku Sowieckiego. Od 1991 w niepodległej Białorusi.